# Hidrazinijum
Hidrazinijum je katjon sa formulom N2H+
5. U nekim slučajevima, "hidrazin" se odnosi na N2H+
5, npr. so hidrazin sulfat. Hidrazinijum je izveden iz hidrazina putem protonacije (tretmana sa jakom kiselinom). Soli hidrazinijuma su reagensi koji se često koriste u hemiji. Oni isto tako nalaze primenu u pojedinim industrijskim procesima. Oni su u vodi rastvorne, bezbojne soli. Hidrazinijum je slaba kiselina sa pKa = 8.1.

## Hidrazinijum azid
Jedna od najneobičnijih (i relativno nestabilnih) soli hidrazinijuma je azid. Hidrazin azid (N5H5), so hidrazina i hidrazoinske kiseline, se koristi u naučnim istraživanjima, zboh njenog visokog sadržaja azota i eksplozivnih svojstava. Strukturno, ona je [N
2H
5]+
[N
3]−
. Ova so se eksplozivno razlaže u hidrazin, amonijak, i azot:
12 N
5H
5 → 3 N
2H
4 + 16 NH
3 + 19 N
2